# Gora Nebo
Gora Nébo (arabsko جَبَل نِيْبُو, latinizirano: Jabal Nībū, hebrejsko הַר נְבוֹ) je povišan greben Abarima v Jordaniji, s približno 710 metrov nadmorske višine. V hebrejski Bibliji je omenjena kot kraj, kjer je Mojzes dobil pogled na Obljubljeno deželo. Pogled z vrha ponuja panoramo na pokrajino proti severu in bolj omejen pogled na del doline reke Jordan. Mesto Jeriho na Zahodnem bregu se ob primerni vidljivosti vidi z vrha, na zelo jasen dan pa celo Jeruzalem.

## Religiozni pomen
Po zadnjem poglavju 5. Mojzesove knjige Devteronomij se je Mojzes povzpel na goro Nebo, da bi si ogledal Kanaansko deželo, za katero mu je Bog rekel, da ne bo vstopil; umrl je v Moabu.
Po krščanski tradiciji naj bi bil Mojzes pokopan na gori, čeprav kraj njegovega pokopa ni naveden (5 Mz 34,6). Nekatere islamske tradicije so trdile isto, čeprav je pri Maqam El-Nabi Musa, 11 km južno od Jeriha in 20 km vzhodno od Jeruzalema, v judovski puščavi, Mojzesov grob. Strokovnjaki še naprej oporekajo ali je gora, ki je trenutno znana kot Nebo, enaka gori, ki je omenjena v 5. Mojzesovi knjigi.
Po 2 knjigi o Makabejcih (2 Mkb 2,4–7) je prerok Jeremija skril tabernakelj in Skrinjo zaveze v tamkajšnji jami.
20. marca 2000 je papež Janez Pavel II. med svojim romanjem po Sveti deželi obiskal to mesto. Med obiskom je zasadil oljko poleg bizantinske kapelice kot simbol miru. Papež Benedikt XVI. je to mesto obiskal leta 2009, nagovoril in pogledal z vrha gore v smeri Jeruzalema.
Kip križa s kačo (Spomenik Bronasta kača) na gori Nebo je ustvaril italijanski umetnik Giovanni Fantoni. Predstavlja simboliko bronaste kače, ki jo je ustvaril Mojzes v puščavi (Num 21,4–9) in križa, na katerem je bil križan Jezus(Jn 3,14).

## Arheologija
Na najvišji točki gore, Syagha, so bili leta 1933 odkriti ostanki bizantinske cerkve in samostana. Cerkev je bila prvič zgrajena v drugi polovici 4. stoletja v spomin na kraj Mojzesove smrti. Oblika cerkve sledi tipičnemu vzorcu bazilike. Povečana je bila v poznem 5. stoletju našega štetja in obnovljena leta 597. Cerkev je prvič omenjena v poročilu romanja gospe Eterije leta 394. Šest grobnic iz naravnega kamna so našli pod z mozaiki pokritimi tlemi cerkve. V sodobnem prezbiteriju kapele, zgrajenem za zaščito mesta in zagotavljanje bogoslužnega prostora, je mogoče videti ostanke mozaičnih tal iz različnih obdobij. Najzgodnejši od njih je plošča s pletenim križem, ki je trenutno nameščen na vzhodnem koncu južne stene.
Mojzesov spomenik, v katerem so postavljeni bizantinski mozaiki, je bil zaprt zaradi prenove od leta 2007 do 2016. Ponovno je bil odprt 15. oktobra 2016.

## Galerija
- Kamen na vhodu na goro.
- Kamen, ki označuje vhod na zgodovinsko goro Nebo
- Plšča, ki prikazuje razdaljo od gore Nebo do različnih lokacij.
- Zgradba, ki varuje izkopane ostanke cerkve
- Krstilnik
- Mozaični napis v notranjosti (Darovanje Cezariona, v času duhovnikov Aleksija in Teofila)
- Bronasta kača, gora Nebo.
- Detajl bronaste kače
- Mozaik v Mojzesovi baziliki
- Gora Nebo
- Gora Nebo
- Mozaiki
- Mozaiki
- Mozaiki
- Mozaiki